# Oblężenie Missolungi
Oblężenie Missolungi, znane także jako Oblężenie Mesolongion (gr. Πολιορκία του Μεσσολογίου) – oblężenie, (zgodnie z tradycją grecką Drugie, a według innych greckich autorów Trzecie oblężenie Mesolongion), które miało miejsce podczas walk o niepodległość Grecji pomiędzy siłami Turków osmańskich a greckimi powstańcami, w okresie od 15 kwietnia 1825 do 10 kwietnia 1826 roku. Siły sułtańskie bezskutecznie próbowały zdobyć miasto w 1822 roku. Powróciły w 1825 z liczniejszą piechotą i artylerią oraz z silną eskadrą okrętów mającą zablokować miasto od strony morza. Obrońcy z powodzeniem odpierali kolejne szturmy, ale głód zmusił ich do próby przebicia się przez linie wroga, co udało się tylko niewielkiej części atakujących. Ponieważ większość powstańców zginęła, miasto zostało zdobyte i zniszczone. Wśród obrońców najważniejszą grupę stanowili Sulioci, chrześcijanie z mieszanego, grecko-albańskiego obszaru kulturowego, od pokoleń będący zawodowymi żołnierzami, którzy broniąc się, walczyli całymi rodzinami.

## Tło wydarzeń

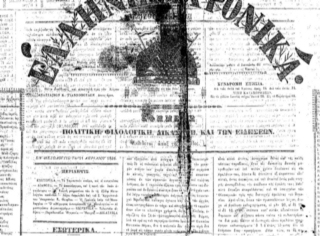
powstająca w Mesolongion, pierwsza grecka gazeta

Mesolongion należało do najważniejszych ognisk powstania. Ukazały się tu pierwsze greckie gazety i pierwsze wydanie Hymnu do Wolności. W mieście tym – politycznie i geograficznie najbliższym Europie – w największym stopniu jednoczyły się żywioł grecki, chrześcijańsko-albański i europejsko-filhelleński.

Turcy osmańscy, z przerwami, oblegali Messolongion od 1822 roku. Osmańska flota blokowała miasto od strony morza, podczas gdy siły lądowe prowadziły bombardowanie artyleryjskie. Jednak grecki admirał Andreas Miaoulis, dzięki mniejszym, ale szybszym okrętom i znakomitej znajomości trudnej nawigacyjnie laguny, skutecznie łamał turecką blokadę, dostarczając fortecy zapasy. Pod koniec roku 1823 Turcy wycofali się do baz w Tesalii. Z obroną miasta nieściśle łączone jest nazwisko brytyjskiego dyplomaty i poety, lorda George'a Gordona Byrona. Który jednak przybył tu 29 grudnia 1823, a zmarł 19 kwietnia 1824 roku, a więc pomiędzy oblężeniami.

## Decydujące oblężenie
15 kwietnia 1825 roku Turcy ponownie przystąpili do oblężenia. Ich dowódcę Reşida Mehmed Paszę wsparł dowódca tureckich i egipskich sił na Morei, Ibrahim Pasza, przybywający na czele znacznych sił z drugiej strony Zatoki Korynckiej. Na początku 1826 roku Ibrahim uzyskał znaczne wsparcie w ludziach i artylerii. Jego żołnierze nie byli jednak w stanie wedrzeć się na mury fortecy. Wysoki komisarz brytyjski Wysp Jońskich Frederick Adam bezskutecznie starał się, by strony konfliktu zawarły porozumienie. Gdy wojskom osmańskim udało się zdobyć forteczkę na wyspie Anatolikon, eskadry okrętów greckich utraciły możliwość dalszego działania przeciwblokadowego.

## Próba przełamania

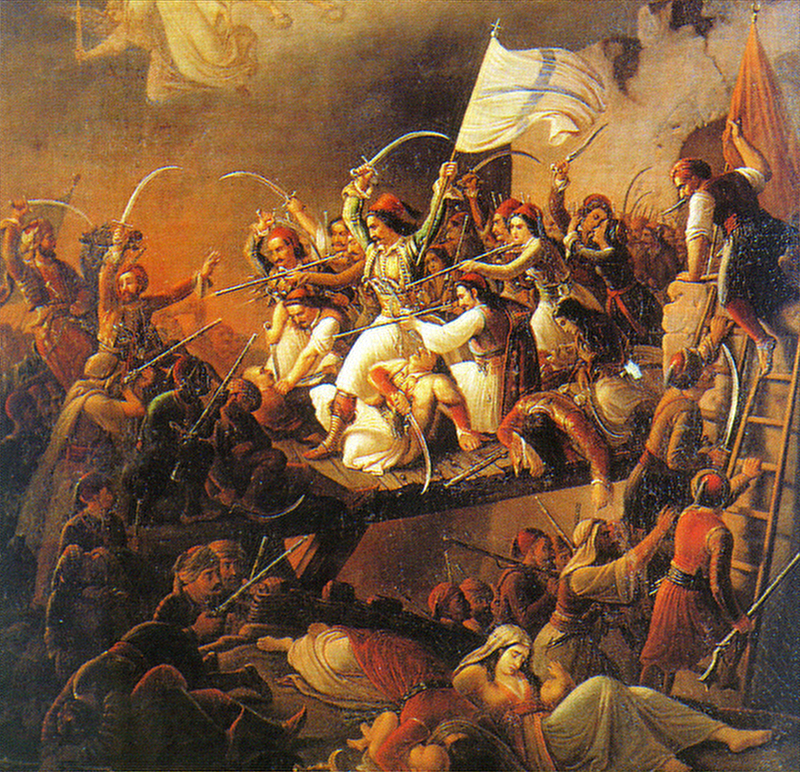
Wyjście z Mesolongion – wydarzenie, dziś stanowiące filar patriotycznego wychowania greckich dzieci i młodzieży.

Wkrótce sytuacja aprowizacyjna pogorszyła się drastycznie. Po niemal rocznym odpieraniu tureckich szturmów przywódcy powstańców (Notis Botsaris, Kitsos Tzavelas i Makris) przygotowali plan wyrwania się z okrążenia. Gdy skończyły się ostatnie zapasy żywności, zjedzono psy, koty i szczury, a nadziei na odsiecz czy pomoc nadal nie było, Grecy zadecydowali, że część uzbrojonych mężczyzn wydostanie się z fortecy, przerwie linie tureckie, wyprowadzając kobiety i dzieci na wolność, podczas gdy pozostali będą bić się aż do śmierci. Dowódca polowy Georgios Karaiskakis miał zaatakować Turków od tyłu i w ten sposób ułatwić oblężonym ucieczkę. Spośród dziewięciu tysięcy mieszkańców około siedem tysięcy osób uznano za zdolnych do udziału w próbie ucieczki, w tej liczbie 3000 zbrojnych, silnych mężczyzn. Ranni niezdolni do udziału w manewrowej walce i pozostała część cywili trwać mieli do ostatka, zabarykadowani w budynkach.
Desperackie uderzenie wykonano nocą. Przedzierających się powitał zmasowany ostrzał. Około 1700 zbrojnych mężczyzn i znaczna liczba cywili polegli w trakcie próby przebicia. Inni cofnęli się za mury. Z pomocą także z zewnątrz,  1300 mężczyzn i 100 członków rodzin przedarło się przez linie oblegających, by następnie niezwłocznie ponownie dołączyć do greckich sił powstańczych. Relacjonujący nocną bitwę oficerowie egipscy i francuscy, podkreślają wysokie straty także wśród oblegających. Wydarzenia te, określane mianem wyjścia z Messolongion (Η Έξοδος του Μεσολογγίου), przez Greków uważane są za jeden z najważniejszych momentów w dziejach ich narodu.

Następnego dnia rano, w Niedzielę Palmową, kontynuując kontruderzenie i rzeź, Turcy wdarli się do miasta. Wielu obrońców zamiast niewoli wybrało zbiorowe samobójstwa, m.in. wysadzając się w powietrze w prochowni. Pozostałych wymordowano, bądź – młode kobiety i dzieci – sprzedano w niewolę. Zdobywcy zatknęli na murach 3000 ściętych głów.

## Rezultaty
Bohaterska obrona, następnie kaźń miasta, okazały się decydującym argumentem propagandowym na rzecz niepodległości Grecji. Docierające do Europy Zachodniej relacje prasy wywołały falę współczucia i sympatii dla Greków. W Paryżu tłumnie oglądano obraz Delacroix pt. Grecja na ruinach Missolonghi (1827). Oblężenie zainspirowało też Gioacchina Rossiniego do napisania opery L'assedio di Corinto (Oblężenie Koryntu). 
Nacisk międzynarodowej opinii publicznej wymusił na rządach Wielkiej Brytanii, Francji i Rosji podjęcie wspólnej interwencji zbrojnej, która wkrótce doprowadziła do bitwy pod Navarino, z następstwem odzyskania przez Grecję niepodległości. W ten sposób, po czterech latach, ruiny Mesolongion ponownie znalazły się w greckich rękach.